# 嵯峨美术短期大学
嵯峨美术短期大学（日语：／ Saga Bijutsu Tanki Daigaku *）是一所位于日本京都府京都市右京区的私立短期大学。

## 概要

### 简介
- 短期大学为于1971年开办[1]、由学校法人大觉寺学园经营。男女同校[2]。日本的佛教系短期大学之一校。

### 历史
- 1971年 嵯峨美术短期大学成立并同时设置一个学科即美术学科美术专攻和设计专攻[1]。
- 1973年 专科两个专攻即美术专攻和生活设计专攻成立[1]。
- 1992年 专科两个专攻即美术专攻和生活设计专攻为大学评价学位授予机构批准的专科[1]。
- 2000年 美术学科两个专攻各自招生最后。次年各自合并为美术学科（没有专攻课程）[3]。
- 2001年 改校名为京都嵯峨艺术大学短期大学部[1]。
- 2017年 改校名为嵯峨美术短期大学。

### 宪章
- 请参看京都嵯峨艺术大学短期大学部的标志 （日語） 2014年2月1日阅览。

## 学校环境
- 校区：在京都府京都市右京区

## 历任校长
- 乃村龙澄：第一代短期大学校长[4]。
- 服部精村：现在短期大学校长[5]

## 组织

### 学科
- 美术学科

### 前学科
- 美术学科
  - 美术专攻
  - 设计专攻

### 专科
| - 美术专攻 - 设计专攻 |

### 业余课程
| - 没有 |

### 附属机关
| - 总合美術研究所：成立于1978年、停办于1999年. |

## 知名校友
- 安齐利奥：玩具制作人
- UA：歌手
- 逢坂浩司：动画师
- 河井律子：漫画家
- 中村贵子：无线电演员
- 福岛敦子：动画师
- ほしよりこ：漫画家
- 西泽裕介：艺人
- 长田庄平：艺人
- 村井克行：演员

## 相关链接
- 日本短期大学列表
- 京都嵯峨艺术大学